# 多球式系統

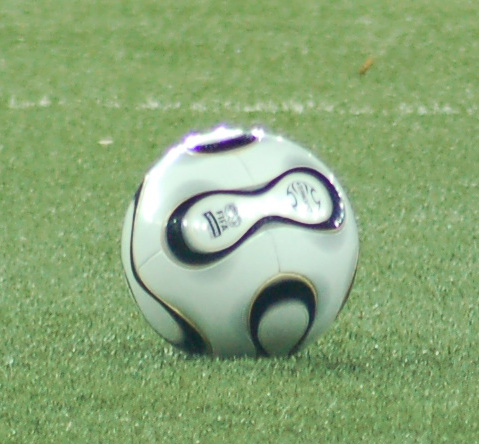
一顆使用在 2006年世界杯足球赛的“多顆足球之一”

多球式系統 是在足球 比賽中，當原本在比賽開始使用的比賽用球被踢出場外時，為讓比賽能夠快速恢復，因此允許使用其他相同的球種繼續進行比賽。
在傳統狀況下，當舉行職業足球比賽時，僅能夠使用一顆足球進行比賽，當足球被踢出場外後，比賽就必須喊停，直到等到足球被找回場上，才能夠繼續比賽。 根據足球比賽的規則，當比賽用球如果發生爆裂或是出現任何的毀損，球證可以透過“裁判的權威”更換足球。雖然被踢出場外的足球，亦可透過“裁判的權威”被更換後繼續比賽，但球證很少運用這權力更換被踢出場外的足球。然而，有個全新的系統被介紹給了多個由球聯盟與協會，就是多球式系統，在多球式系統之中，一場比賽裡將有七名手持備用比賽用球的球童站在場邊為場上球員提供備用比賽用球而待命。 
當場上的比賽用球滾出球場外時，最近的球童將會把手中的備用比賽用球拋向即將發球的球員，讓該場比賽快速恢復。該系統當前正使用於歐足聯的歐洲俱樂部賽事，各大國際足球賽事以及國際足協的世界盃足球賽在英格蘭足球冠軍聯賽中，儘管裁判可以選擇是否在比賽中終止使用本系統，但主隊是可以自由決定是否使用多球式系統的。 
在部分評論家與球隊總教練中針對多球式系統表達了正面支持的態度，他們認為，多球式系統確保了一場足球比賽的流暢度與速度。有部分人們認為，多球式系統是減低主隊使用拖延時間策略的機會。 在2005年，時任諾丁漢森林足球俱樂部總教練一職的  Gary Megson 就引述了某場比賽中他的球隊得分後裁判所作出的比賽報告，暗示要 "讓比賽中把出界的球慢一點拋給球員"。伊恩·荷路威也宣稱，當他的球隊在作客其他球隊的比賽時，對方主場的球童往往會拖延把球傳遞給客隊球員，但是 "當球從球童所不在的位置跑出場外時，他們自己的球員也同樣無法很快拿到足球"。

## 資料來源
1. 1 2 3  Chick Young's column （页面存档备份，存于）, BBC Sport, 17 January 2006. Retrieved 16 March 2007
2. ↑  Burnley 2-2 Derby （页面存档备份，存于）, BBC Sport,  27 August 2005. Retrieved 16 March 2007
3. 1 2  Angry Ollie wants his ball back （页面存档备份，存于）, TeamTalk.com, Retrieved 16 March 2007
4. 1 2  Wolves put stop to multi-ball system, Yahoo!Sport, Retrieved 28 December 2007
5. ↑  Paul Baker. Havant admit multi-ball was a 'bit of a cock up' （页面存档备份，存于） Dorset Echo, 16 January 2005. Retrieved 16 March 2007
6. ↑  Football: Megson's ball haul （页面存档备份，存于）, Sunday Mirror, 9 October 2005. Retrieved 16 March 2007